# Autobahnkreuz Köln-Gremberg
Das Autobahnkreuz Köln-Gremberg (Abkürzung: AK Köln-Gremberg; Kurzform: Kreuz Köln-Gremberg) ist ein Autobahnkreuz in Nordrhein-Westfalen, das sich in der Metropolregion Rhein-Ruhr befindet. Hier kreuzen sich die Bundesautobahn 4 (Aachen – Eisenach – Görlitz) (Europastraße 40) und die kurze Bundesautobahn 559, die vom Autobahndreieck Porz nach Köln-Deutz verläuft.

## Geographie
Das Kreuz liegt auf dem Gebiet der Stadt Köln, nächst des Stadtteils Köln-Humboldt/Gremberg (Stadtbezirk Kalk). Unmittelbar südlich des Kreuzes befindet sich der Kiesgrubensee Gremberghoven. Es befindet sich etwa 7 km südlich der Kölner Innenstadt und etwa 25 km nördlich von Bonn.
Außerdem liegt es auf dem südlichen Abschnitt des Kölner Autobahnrings.
Das Autobahnkreuz Köln-Gremberg trägt auf der A 4 die Nummer 14, auf der A 559 die Nummer 1.

## Geschichte
Ursprünglich wurde das Kreuz Gremberg als vollständiges Kleeblatt errichtet. Zu dieser Zeit kreuzten sich die Bundesautobahn 59 und die Bundesautobahn 4 am Kreuz Gremberg. Um es zu entlasten, wurde 1982 ein neuer Autobahnabschnitt eröffnet, der das Heumarer Dreieck direkt an die A 59 anbindet. Im Zuge der Bauarbeiten wurde auch das Autobahndreieck Porz als reine Verzweigung errichtet. Das alte Teilstück der A 59 vom Dreieck Porz zum Kreuz Gremberg wurde zur A 559.
Der Knotenpunkt wurde 1971 als Anschlussstelle Köln-Deutz bezeichnet.

## Bauform
Das Autobahnkreuz hatte ursprünglich die Form eines angepassten Kleeblatts. Im Zuge des Direktanschlusses der A 59 an das Heumarer Dreieck wurde die östliche direkte Rampe von der A 559 zur A 4 überflüssig. Mit dem Bau der Schnellfahrstrecke Köln–Rhein/Main rückte die östlich des Kreuzes gelegene Eisenbahnbrücke über die A 4 näher an das Kreuz und mit ihren Pfeilern in den Beschleunigungsstreifen. Ende des Jahres 2001 wurde die Rampe gesperrt und zurückgebaut. Heute hat das Kreuz die Form eines unvollständigen Kleeblatts.

## Ausbauzustand
Die A 4 ist in diesem Bereich sechsspurig ausgebaut. Die A 559 ist auf vier Fahrstreifen befahrbar. Alle Rampen sind einstreifig.

## Verkehrsaufkommen
| Von                  | Nach                          | Durchschnittliche tägliche Verkehrsstärke | Durchschnittliche tägliche Verkehrsstärke | Durchschnittliche tägliche Verkehrsstärke | Anteil Schwerlastverkehr | Anteil Schwerlastverkehr | Anteil Schwerlastverkehr |
| Von                  | Nach                          | 2005                                      | 2010                                      | 2015                                      | 2005                     | 2010                     | 2015                     |
| -------------------- | ----------------------------- | ----------------------------------------- | ----------------------------------------- | ----------------------------------------- | ------------------------ | ------------------------ | ------------------------ |
| AS Köln-Poll (A 4)   | AK Köln-Gremberg              | 115.000                                   | 103.300                                   | 125.000                                   | keine Daten              | 11,3 %                   | 15,6 %                   |
| AK Köln-Gremberg     | Heumarer Dreieck (A 3/A 4)    | 073.800                                   | 080.700                                   | 096.800                                   | 13,5 %                   | 11,8 %                   | 15,9 %                   |
| Autobahnende (L 124) | AK Köln-Gremberg              | keine Daten                               | 050.500                                   | 057.700                                   | keine Daten              | 02,5 %                   | 03,7 %                   |
| AK Köln-Gremberg     | AS Köln-Gremberghoven (A 559) | 075.000                                   | 084.200                                   | 079.800                                   | 05,7 %                   | 05,0 %                   | 05,7 %                   |